# فالشو
فالشو (بالإنجليزية: Valšov)‏ هي municipality in Czech Republic تقع في التشيك في مقاطعة برونتال.[بحاجة لمصدر] يقدر عدد سكانها بـ 256 نسمة ومساحتها 9.72 كم2 وترتفع عن سطح البحر 520 متر.